# Gynanisa festa
Gynanisa festa är en fjärilsart som beskrevs av Pierre Claude Rougeot 1978. Gynanisa festa ingår i släktet Gynanisa och familjen påfågelsspinnare. Inga underarter finns listade i Catalogue of Life.